# Sophia Reuter
Sophia Reuter (* 1971 in Dresden) ist eine deutsche Geigerin und Bratschistin. Seit 2018 ist sie Mitglied der Staatskapelle Berlin.

## Leben
Sophia Reuter ist eine Tochter des Dirigenten Rolf Reuter (1926–2007) und der Musikwissenschaftlerin Claudia Reuter, geb. Herzfeld. Ihr Großvater war der Musikpädagoge und Komponist Fritz Reuter (1896–1963). Im Alter von fünf Jahren erhielt sie ihren ersten Geigenunterricht durch Klaus Hertel in Leipzig. Später war Peter Tietze in Berlin ihr Lehrer. Reuter besuchte die Hanns-Eisler-Spezialschule für Musik Berlin. Bereits als Zehnjährige trat sie bei in der DDR-Presse beachteten öffentlichen Konzerten in Erscheinung. So war sie 1982 jüngste Teilnehmerin und zugleich jüngste Preisträgerin beim 6. Wettbewerb für Schüler und Jugendliche „Johann Sebastian Bach“ in Leipzig. Sie erreichte auf der Violine in ihrer Altersgruppe den dritten Platz. 1984 trat sie bei einem „Familienkonzert“, das von ihrem Vater begleitet wurde, mit ihren Schwestern Agnes Reuter und Anna Niebuhr-Reuter auf. Es wurden Kammermusikwerke ihres Großvaters interpretiert. 1988 erhielt sie den ersten Preis beim Musik-Wettbewerb in Weimar.
1989 spielte sie Sir Yehudi Menuhin in Berlin vor, der sie an die International Menuhin Music Academy (IMMA) nach Gstaad im Kanton Bern einlud. Dort studierte sie von 1989 bis 1993  mit einem Stipendium Violine, Viola und Kammermusik bei Alberto Lysy und Yehudi Menuhin. 1991 trat sie gemeinsam mit ihrem Lehrer Alberto Lysy mit Mozarts Concertone C-dur KV 190 in der Konzertserie der Komischen Oper auf, deren Generalmusikdirektor ihr Vater war. Als eine von mehreren Jungmusikern der Camerata Lysy Gstaad der IMMA bestritt sie 1992 unter der Leitung von Yehudi Menuhin das Abschlusskonzert der „Europäischen Kammermusiktage Berlin-Rheinsberg-Potsdam“ an der Komischen Oper Berlin. Rezensenten in der Neuen Zeit und der Berliner Zeitung lobten ihre Violindarbietung. Danach besuchte sie Meisterkurse u. a. bei Ruggiero Ricci, Pierre Amoyal, Igor Oistrach und Corrado Romano.
2000 brachten sie und ihr Vater anlässlich des 11. Rathauskonzerts des Orchesters des Sorbischen National-Ensembles das Konzert für Violine und Orchester in d-Moll von Heinz Roy, einem Schüler Fritz Reuters, zur Uraufführung. Im selben Rahmen interpretierten sie ein Jahr darauf das Violinkonzert ihres Großvaters von 1955. Nach dem Musikkritiker Friedbert Streller „faszinierte [sie] mit der sicheren und ausdrucksstarken Gestaltung des virtuos anspruchsvollen Soloparts“. Anlässlich des 80. Geburtstages von Heinz Roy (2008) spielten die Geschwister Agnes, Sophia und Anna die Uraufführung des Konzerts für Streichtrio und Orchester, das ihr Vater zuvor bei Roy in Auftrag gegeben hatte.
Von 2001 bis 2003 studierte Sophia Reuter in der Bratschen-Meisterklasse von Alfred Lipka an der Hochschule für Musik „Hanns Eisler“ Berlin. Als Aushilfe wurde sie bei den Berliner Philharmonikern und der Deutschen Oper Berlin eingesetzt. 2003/04 war sie Stimmführerin der Bratschen bei den Hamburger Philharmonikern an der Hamburgischen Staatsoper. Dort war sie dann auch Mitglied des Hamburger Streichsextetts. 2005 begründete sie mit Franz Halász, Roeland Gehlen und Débora Halász das Ensemble Suoni d’Arte. Von 2006 bis 2013 war sie 1. Solobratschistin der Duisburger Philharmoniker an der Deutschen Oper am Rhein. In Duisburg bildete sie 2007 das Amarte Trio (mit Matthias Bruns und Fulbert Slenczka). Zum 60. Geburtstag des Komponisten Gerhard Stäbler (2009) trat sie erstmals mit dem Streichquartett der Duisburger Philharmoniker (mit Tonio Schibel, Martina Sebald und Anja Schröder) in Erscheinung. 2008 wurde sie Mitglied im Berner Streicherensemble Tharice Virtuosi um Liviu Prunaru, einem Zusammenschluss ehemaliger IMMA-Schüler. Als Gastsolobratschistin arbeitete sie u. a. an der Deutschen Oper Berlin, im Konzerthausorchester Berlin, im Gewandhausorchester in Leipzig und beim Orquestra Simfònica del Gran Teatre del Liceu in Barcelona. Außerdem wurde sie 1. Solobratschistin des Kammerorchesters Philharmonic Orchestra of Europe. 2014 gründete sie mit ihrer Freundin Franziska Pietsch und Johannes Krebs das  Trio Lirico. Außerdem arbeitet sie im Duo mit der Sängerin und Schauspielerin Sabine Fischmann zusammen. Seit 2018 ist Reuter Mitglied der Staatskapelle Berlin und spielt dort als Vorspielerin der Bratschen.
Konzertreisen als Solistin und Kammermusikerin führten sie durch Europa, in die USA, nach Südamerika und Asien. Mehrere CD- und Rundfunkaufnahmen (für den SWR und BR) entstanden.
Von 1996 bis 2000 sowie von 2010 bis 2012 war sie Dozentin für Bratsche und Kammermusik an der International Menuhin Music Academy in Gstaad. 1998/99 unterrichtete sie bei der „Internationalen Sommerakademie Mozarteum“ in Salzburg. Seit 2002 ist sie regelmäßig Dozentin beim Bezirksjugendsinfonieorchester an der Bayerischen Musikakademie Hammelburg. Außerdem gibt sie immer wieder Meisterkurse, etwa am Conservatorium van Amsterdam, sowie in Südostasien (Thailand).
Sophia Reuter ist mit dem niederländischen Geiger Roeland Gehlen (* 1968) verheiratet.

## Diskografie (Auswahl)
- Richard Wagner: Träume aus Wesendonck-Lieder für Violine und Orchester (Dinemec Classics 1996) – mit der International Menuhin Music Academy unter Yehudi Menuhin
- „Hommage à Menuhin“ (Dinemec Classics 1997)
- Peter Gläser: Wer die Rose ehrt (Cäsar Music 2002)
- Hans Werner Henze: Selbst- und Zwiegespräche / Neue Volkslieder und Hirtengesänge (Naxos 2006) – mit Franz Halász u. a.
- Streichoktette von Johan Svendsen und Max Bruch (Claves Records 2012) – Tharice Virtuosi
- Max Reger: Streichtrios a-Moll, op. 77b und d-Moll, op. 141b / Klavierquartett a-Moll, op. 133 (Audite 2017) – Trio Lirico
- Streichtrios von Mieczysław Weinberg, Krzysztof Penderecki und Alfred Schnittke (Audite 2017) – Trio Lirico
- „Live at Zentrum Paul Klee“ (Claves Records 2020) – Tharice Virtuosi